# 于尔根·莱纳特
于尔根·莱纳特（德語：Jürgen Lehnert，1954年11月2日—），德国男子皮划艇运动员。他曾代表东德参加1976年夏季奥林匹克运动会皮划艇比赛，获得男子四人皮艇1000米铜牌。